# سد بلیدریروپورت
سد بلیدریروپورت (به لاتین: Blyderivierpoort Dam) یک سد در آفریقای جنوبی است که در امپومالانگا واقع شده‌است.